# Chilehaus
Chilehaus (Nhà Chile) là một tòa nhà văn phòng cao mười tầng nằm tại quận Kontorhaus thành phố Hamburg, Đức. Công trình này như là ví dụ đặc biệt về kiến trúc chủ nghĩa biểu hiện gạch nung của những năm 1920. Tòa nhà với góc nhọn lớn này nằm trên khu vực có diện tích 6.000m², nằm dọc trên phố Fischertwiete ở Hamburg. Nó được thiết kế bởi kiến trúc sư người Đức Fritz Höger và hoàn thành vào năm 1924.

## Thiết kế
Tòa nhà Chilehaus nổi tiếng với mũi nhọn của nó, gợi nhớ đến mũi tàu. Hai mặt tiền của tòa nhà giao nhau ở một góc rất sắc nét giữa đường Pumpen và Niedernstrasse. Điểm nhìn tốt nhất tại tòa nhà là từ phía đông. Bởi tại đây có các yếu tố thẳng đứng nổi bật và những tầng trên thụt vào trong dần so với tầng dưới, cùng với mặt tiền có đường cong mềm mại trên đường Pumpen.
Tòa nhà có cấu trúc bê tông cốt thép và được xây dựng với việc sử dụng 4,8 triệu viên gạch Oldenburg sẫm màu. Tòa nhà được xây dựng trên nền đất rất yếu và bất ổn, vì vậy để đạt được sự ổn định và chắc chắn, cần phải xây dựng trên nền bê tông cốt thép sâu 16 mét.
Vùng lân cận gần của nhánh của sông Elbe khiến cần phải có một hầm đặc biệt, thiết bị sưởi ấm được xây dựng trong một giếng chìm có thể nổi trong tòa nhà trong trường hợp bị ngập, vì vậy các thiết bị không thể bị hư hại kể cả khi có lũ lụt.
Các họa tiết điêu khắc ở mặt tiền cùng với cầu thang được thực hiện bởi nhà điêu khắc Richard Kuöhl. Công trình cũng là một trong số ít những tòa nhà văn phòng trên thế giới sử dụng hệ thống thang máy Paternoster, được biết đến như là hệ thống thang máy nguy hiểm nhất trên thế giới.

## Lịch sử
Chilehaus được thiết kế bởi kiến trúc sư Fritz Höger và xây dựng từ giữa năm 1922 tới 1924. Công trình được ủy quyền bởi ông trùm vận tải Henry B. Sloman, triệu phú giàu nhất Hamburg nhờ việc kinh doanh Natri nitrat từ Chile, chính vì thế mà công trình này lấy tên là Chilehaus. Chi phí xây dựng khó có thể xác định được, vì nó được xây dựng trong giai đoạn siêu lạm phát đã lan tràn khắp nước Đức trong những năm đầu thập niên 1920, nhưng ước tính giá trị khoảng hơn 10 triệu Reichsmark. Hiện tại nó là tài sản của Liên minh Đầu tư Bất động sản AG Đức. Viện Cervantes là một trong số những khách hàng thuê văn phòng tại công trình này.

## Hình ảnh

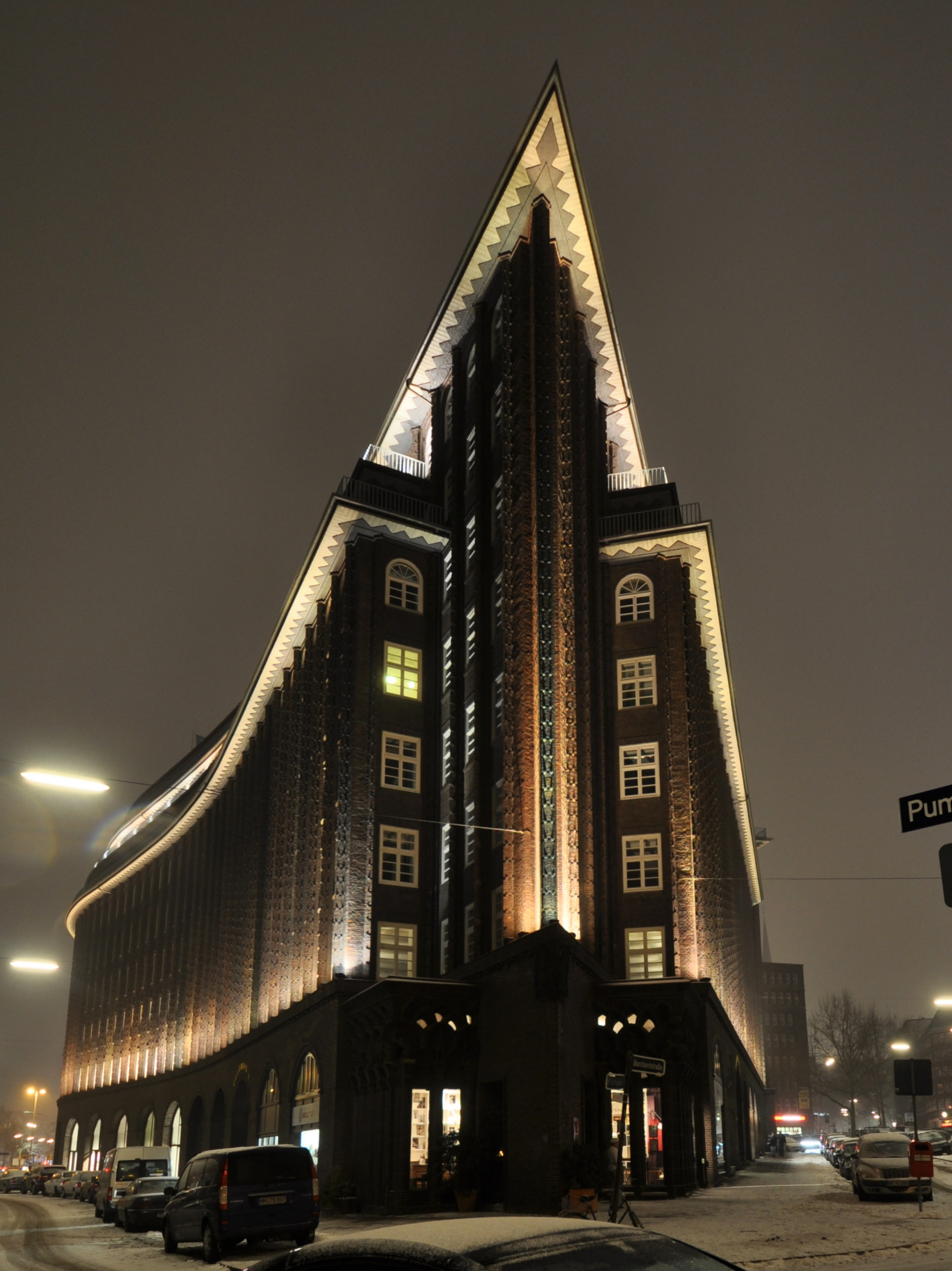
Chilehaus vào ban đêm
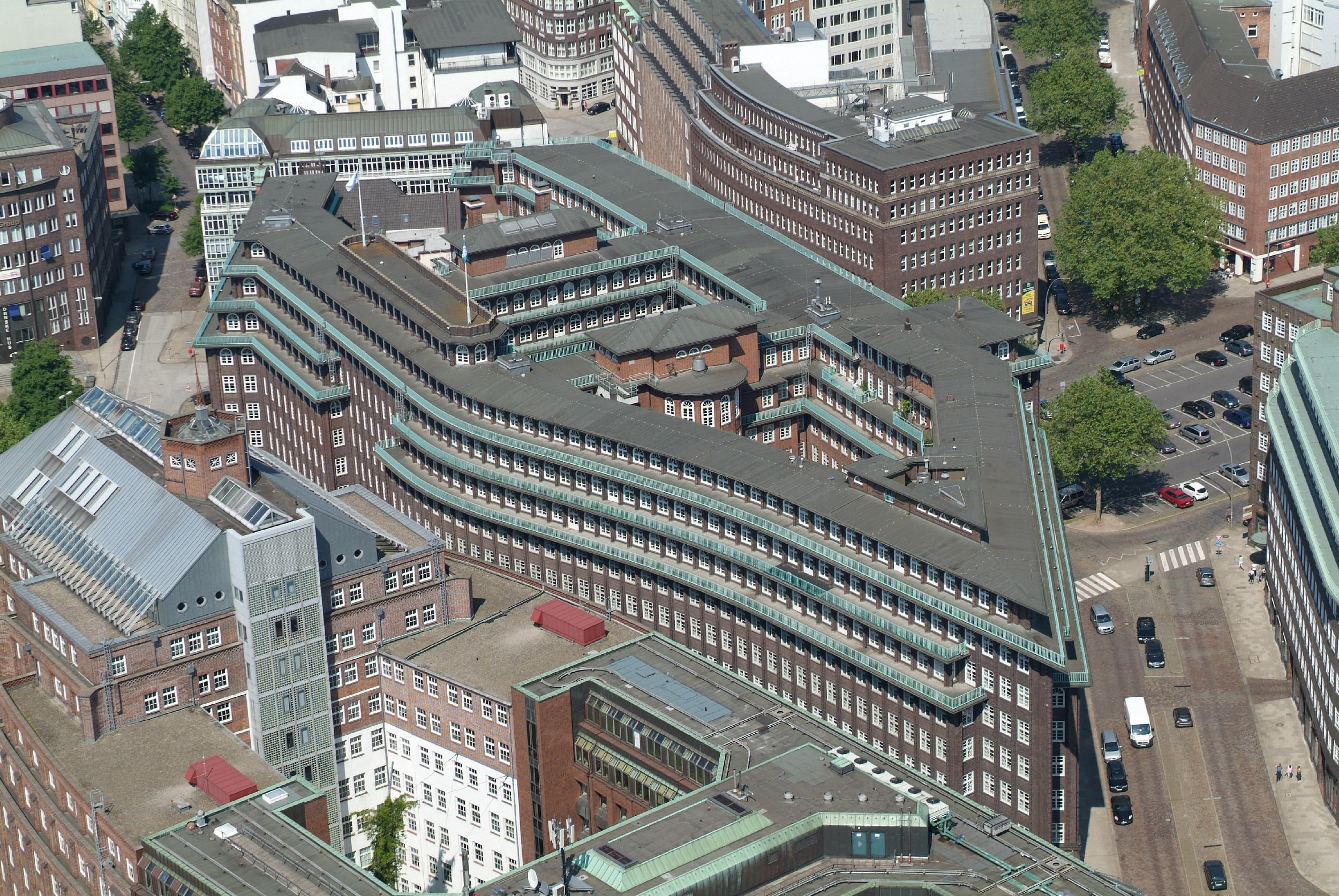
Nhìn từ trên cao, Kontorhausviertel
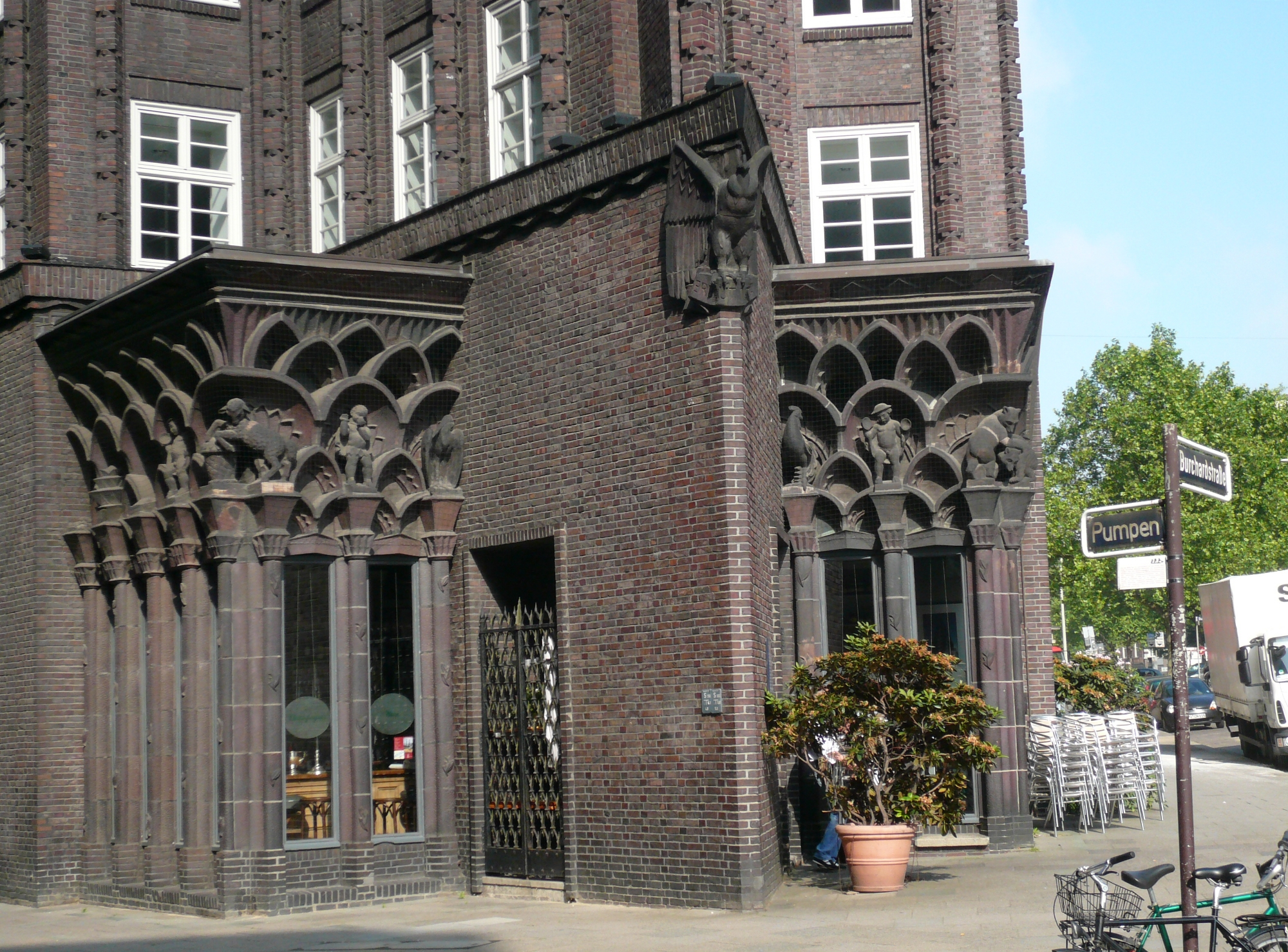
Họa tiết trang trí tại góc nhọn giao giữa hai phố
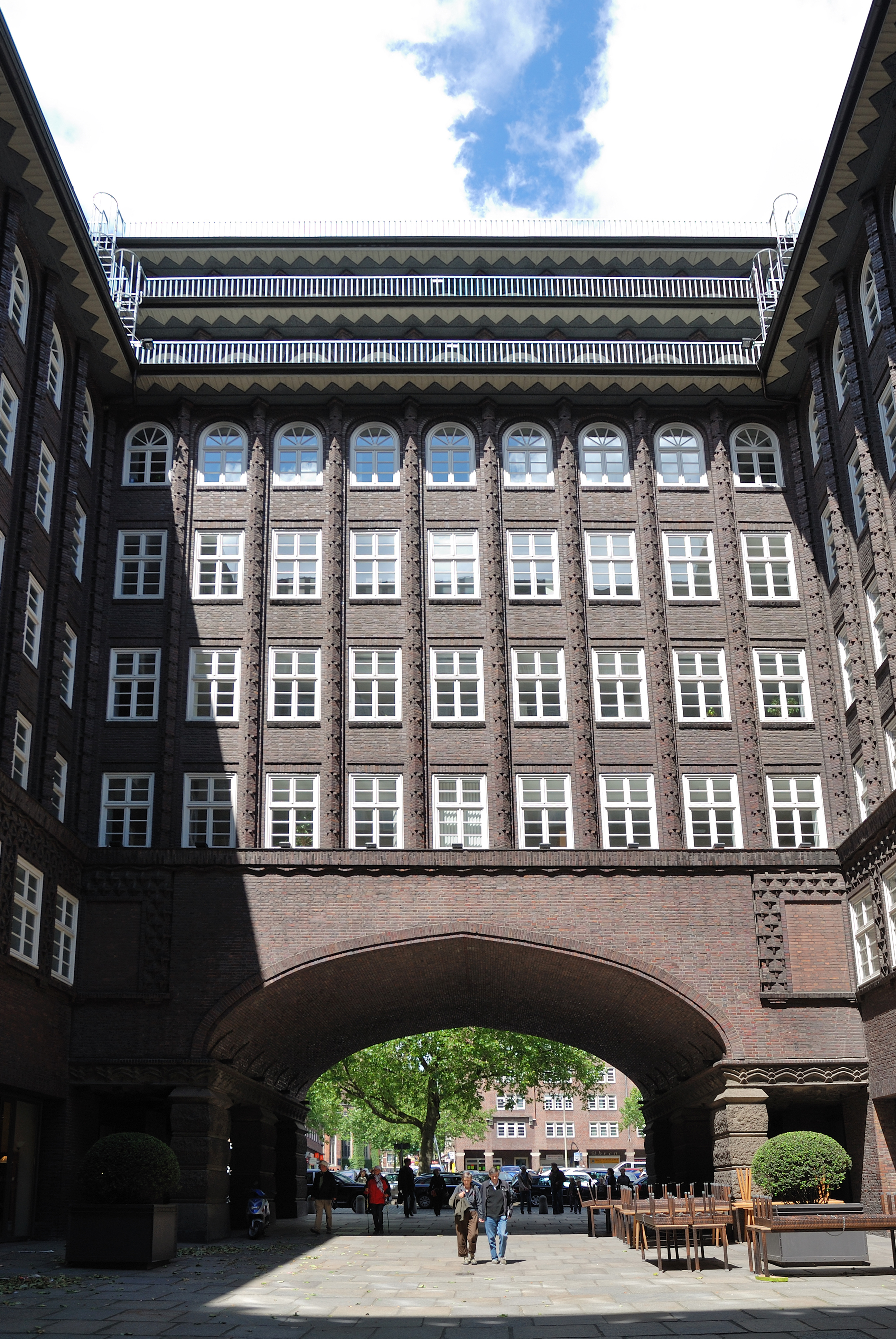
Giếng trời